# Wil-Mac Products
Wil-Mac Products Inc. war ein US-amerikanischer Hersteller von Automobilen.

## Unternehmensgeschichte
Das Unternehmen wurde am 26. März 1971 in Project City (Shasta Lake) in Kalifornien gegründet. Andere Quellen nennen Costa Mesa und Redding, beides ebenfalls in Kalifornien. 1975, 1980 oder etwa 1982 begann die Produktion von Automobilen und Kit Cars. Der Markenname lautete Wil-Mac. 1985 oder 1986 endete die Produktion. Am 10. März 1986 wurde das Unternehmen aufgelöst.

## Fahrzeuge
Zunächst stand ein Trike im Angebot. Der Vierzylinder-Boxermotor sowie weitere Teile stammten vom VW Käfer. Dieses Modell wurde auch in Deutschland angeboten.
1981 folgte der Scamp. Er ähnelte einem Willys MB und hatte ebenfalls viele Teile vom VW Käfer. Die offene Karosserie bestand aus Stahl. Hadley Engineering bot ein ähnliches Fahrzeug an.